# Asmate albicans
Asmate albicans là một loài bướm đêm trong họ Geometridae.